# Aframax

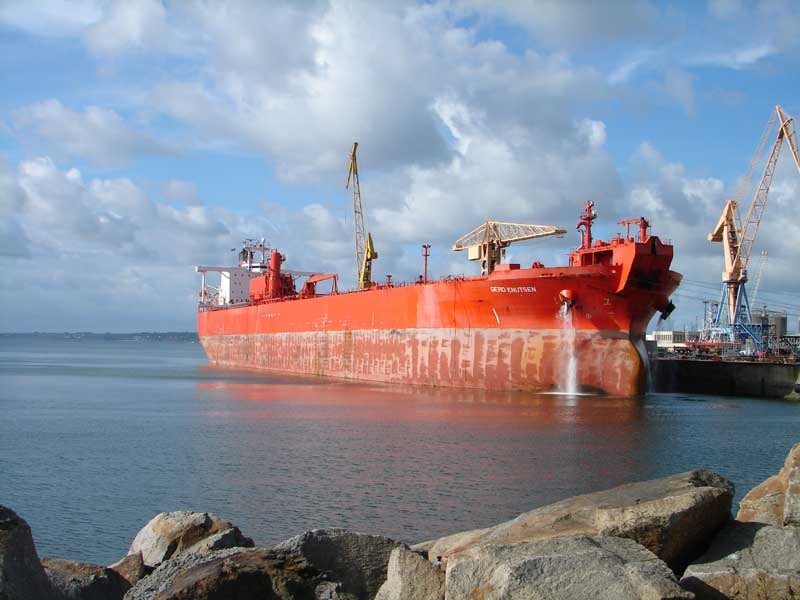
Der Aframax-Öltanker Gerd Knutsen am Kai in Brest.

Aframax (average freight rate assessment maximal) sind Tanker mit einer Tragfähigkeit zwischen 80.000 und 119.000 tdw. Der Name leitet sich ursprünglich von einem Ratenindex (Average Freight Rate Assessment, AFRA) ab und wurde 1954 von Royal Dutch Shell eingeführt, um Vertragsbedingungen zu standardisieren.
Dabei handelt es sich vorwiegend um Rohöltanker aber auch Produktentanker, die aufgrund ihrer Größe die meisten Häfen der Welt beliefern können. Sie beliefern Regionen, die keine sehr großen Häfen oder Offshore-Terminals für sehr große Öltanker (VLCC) haben. In der Regel werden sie von einem Dieselmotor mit 13.000–17.000 kW angetrieben und können ca. 15 kn laufen. Sie sind bis zu 245 Meter lang.